# Egypt Station
Egypt station is het zeventiende studioalbum van de Britse muzikant Paul McCartney. Het album wordt zowel door de critici als de luisteraars positief gewaardeerd. Dit is het eerste album van McCartney in 36 jaar, dat de eerste plaats heeft behaald in de Amerikaanse albumlijst.

## Inhoud
Op dit album speelt McCartney melodieuze liedjes, afgewisseld met rocksongs en gecompliceerde nummers. Confidante, Hand in hand en Do it now zijn melodieuze ballads, Come on to me en Caesar Rock zijn rocksongs. Back in Brazil is een funky, zonnig nummer. Despite repeated warnings en de trilogie Hunt You Down/Naked/C-link zijn langere, afwisselende nummers. Het album opent met vreemde geluiden die lijken op een trein die in beweging wordt gezet (Opening station) en dit komt op het einde terug (Station II). 
Alle nummers zijn van de hand van McCartney, behalve Fuh you, dat door McCartney en Ryan Tedder is geschreven.

### Tracklijst
1. Opening station- 0:42
2. I don’t know – 4:27
3. Come on to me – 4:11
4. Happy with you – 3:34
5. Who cares – 3:13
6. Fuh you – 3:23
7. Confidante – 3:04
8. People want peace – 2:59
9. Hand in hand – 2:35
10. Dominoes – 5:02
11. Back in Brazil – 3:17
12. Do it now – 3:29
13. Caesar rock – 3:29
14. Despite repeated warning - 6:57
15. Station II – 0:46
16. Hunt you down/ Naked/C link – 6:22

## Muzikanten
- Paul McCartney – zang (tracks 2–14, 16), akoestische gitaar (tracks 2–5, 7–14, 16), keyboards (tracks 2–4, 6–14, 16), basgitaar (tracks 2, 4–8, 10–14, 16), percussie (tracks 2, 3, 8, 10, 11, 13, 14, 16), drums (2, 8, 10, 12–14, 16), elektrische gitaar (tracks 3, 8, 10, 11, 14, 16), mondharmonica (track 3), tape loops (track 10)
- Greg Kurstin – keyboards (tracks 2, 4, 8, 11, 14), elektrische gitaar (tracks 2, 3), mellotron (2), percussie (tracks 3, 12), achtergrond zang (track 8), marimba (track 10), geluidseffecten (track 11), vibrafoon (track 16)
- Paul "Wix" Wickens – keyboards (tracks 3, 5, 13, 14)
- Abe Laboriel Jr. – drums (tracks 3, 5, 11, 13, 14), percussie  (tracks 4, 12, 16), tack piano (4), achtergrond zang (tracks 5, 11 -14, 16)
- Rusty Anderson – elektrische gitaar (tracks 3, 5, 12 – 14, 16), akoestische gitaar (track 14) achtergrond zang (tracks 5, 12 - 14, 16)
- Brian Ray – elektrische gitaar (3, 5, 13, 14, 16), akoestische gitaar (track 14), basgitaar (track 3), achtergrond zang (tracks 5, 13, 14, 16)
- Rob Millett – bekkens (tracks 2, 4, 10)
- Greg Phillinganes – piano (track 3)
- Tim Loo – cello (tracks 3, 16)
- Pedro Eustache – fluit (tracks 4, 9, 11), duduk (track 11)
- Ryan Tedder – achtergrond zang (track 6), programmering (track 6)
- Zach Skelton – programmering (track 6)
- Julian Burg – achtergrond zang (track 8)
- Inara George, Alex Pasco, Matt Tuggle, Collin Kadlec – achtergrond zang (track 8)
- Vanessa Freebairn-Smith – cello (tracks 8, 9)
- Jodi Burnett – cello (track 9)
- Caroline Le'gene, Roy Bennett –achtergrond zang (track 13)
- Sessie muzikanten (koor en orkest) – (tracks 1-4, 6, 11, 12, 14-16)
- Arrangementen: Alan Broadbent, David Campbell, Brandon Michael Collins

Paul Wickens, Abe Laboriel, Rusty Anderson en Brian Ray zijn vaste begeleidingsmuzikanten van Paul McCartney. Ze hebben al op diverse albums en tournees van McCartney gespeeld.

## Album
Het album Egypt station is verschenen op 7 september 2018 op het Capitol label. Het album is grotendeels geproduceerd door Greg Kurstin (die ook gewerkt heeft met o.a. Pink, Adele, Beck en the Foo Fighters). Het nummer Fuh you is geproduceerd door Ryan Tedder en Zach Skelton. Tedder is de zanger van de band One Republic die o.a. ook gewerkt heeft met U2, Maroon 5, Ed Sheeran en Westlife. Skelton heeft ook gewerkt met James Blunt en Shawn Mendes. McCartney was de co-producer van dit album.

### Opnames
De opnames hebben plaatsgevonden in diverse studio’s:
- Emmanuel Presbyterian Church, Los Angeles (tracks 1 en 15)
- Henson Recording studio, Los Angeles (tracks 2 – 5,  8 – 14,  16.1-16,3)
- Patriot studios, Los Angeles (track 6)
- EMI studio 3, Abbey Road, Londen (tracks 2 - 4, 10 - 12,  14)
- Hog Hill studio, Iclesham, Sussex (2,3,6,7,10  – 14, 16)

De opnames zijn gemixt in de Henson Recording studio in Los Angeles, behalve track 6 en 11. Track 6 (Fuh you) is gemixt in East West studios in Los Angeles en track 11 (Back in Brazil) in KLB studios in São Paulo.
De strijkinstrumenten op track 6 zijn opgenomen in Uno Mas, Brentwood, USA. Het album is gemasterd door Randy Merill in de Sterling-soundstudio in Edgewater, New Jersey.
De techniek was in handen van:
- Greg Kurstin – productie
- Paul McCartney – coproductie
- Ryan Tedder – coproductie (track 6)
- Zach Skelton – coproductie (track 6)
- Mark "Spike" Stent – mix
- Randy Merill – mastering
- Steve Orchard, Julian Burg, Mauricio Cersosimo, Al Schmitt, Billy Bush, Rich Rich, Alex Pasco, Paul Boothoyd– geluidstechniek
- Scott Rodger – projectmanager
- Keith Smith – techniekmanager

Er zijn twee singles verschenen van dit album: I don’t know/Come on to me (deze single heeft een dubbele A-zijde) en Fuh you.

## Ontvangst
Dit album werd positief ontvangen. De site AllMusic waardeerde dit album met drie en een halve ster (het maximum is vijf) In het tijdschrift Rolling Stone kreeg deze plaat vier sterren. Dit is het eerste soloalbum van McCartney, dat de eerste plaats heeft behaald in de Amerikaanse albumlijst Billboard 200 sinds Tug Of War in 1982.
Egypt Station behaalde de top tien van de hitparade in een groot aantal landen.
| land                | piek |
| ------------------- | ---- |
| Verenigde Staten    | 1    |
| Duitsland           | 1    |
| Japan               | 1    |
| Schotland           | 1    |
| Oostenrijk          | 2    |
| Tsjechië            | 2    |
| Nederland           | 2    |
| Spanje              | 2    |
| België (Vlaanderen) | 2    |
| België (Wallonië)   | 3    |
| Groot-Brittannië    | 3    |
| Noorwegen           | 3    |
| Canada              | 3    |
| Australië           | 4    |
| Zweden              | 4    |
| Italië              | 5    |
| Zwitserland         | 5    |
| Denemarken          | 7    |
| Ierland             | 7    |
| Portugal            | 8    |